# Zweiflingen
Zweiflingen ist eine Gemeinde im Hohenlohekreis im fränkisch geprägten Nordosten Baden-Württembergs. Sie gehört zur Region Heilbronn-Franken (bis 20. Mai 2003 Region Franken).
Der Ort wurde erstmals 1230 urkundlich erwähnt und hat heute etwa 1800 Einwohner (Stand Ende 2022). Zweiflingen liegt am UNESCO-Welterbe Obergermanisch-Raetischer Limes.

## Geographie

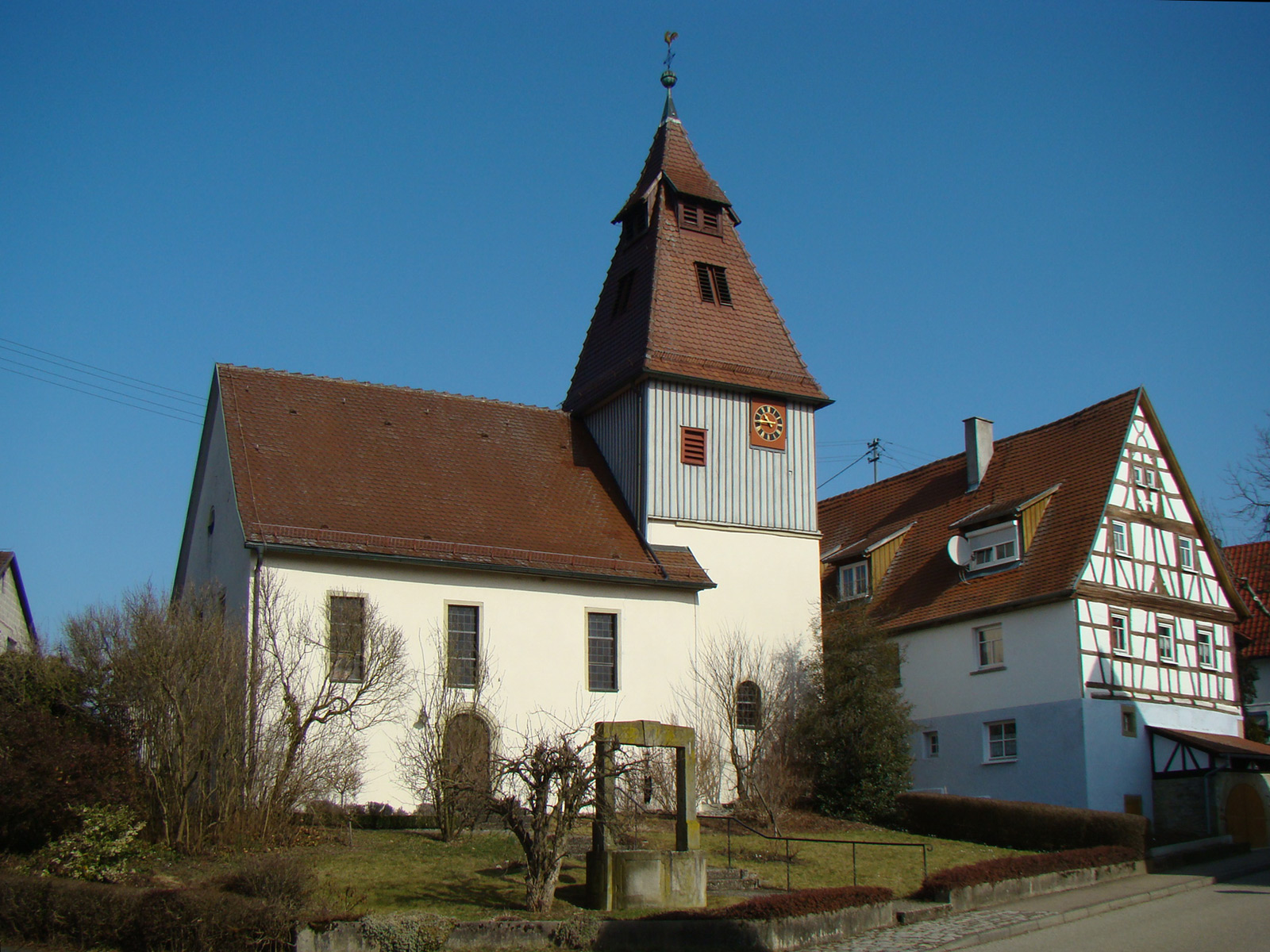
Die Dorfkirche in Zweiflingen

### Geographische Lage
Der Hauptort der Gemeinde, das Dorf Zweiflingen, liegt etwa sechs Kilometer nördlich der Stadtmitte von Öhringen. Das Gemeindegebiet gehört zum Ohrnwaldriedel genannten Teil des Unterraums Westliche Kocher-Jagst-Ebenen der Kocher-Jagst-Ebenen und hat einen recht hohen Waldanteil auf seinen höheren Partien zwischen den Taleinschnitten. Es erstreckt sich linksseits und südlich des tief eingeschnittenen Kochertals zwischen den Mündungen der dem Kocher von Südosten bzw. Süden her in engen Mäandertälern zulaufenden Nebenflüsse Kupfer und Ohrn, an deren Läufe es aber meist nicht heranreicht. Etwas dezentral wird es von dem zwischen den letzten beiden sich in ebenfalls in Mäandern windenden Untertal der Sall durchzogen, die darin selbst den Hirschbach aufnimmt. Am Dorf Zweiflingen  vorbei, das auf der Hochebene liegt, fließt der vergleichsweise unbedeutende Pfahlbach, der kurz vor der Ohrn ebenfalls in den Kocher mündet.

### Nachbargemeinden
Das Gemeindegebiet grenzt im Norden und Osten ans Stadtgebiet von Forchtenberg, im Südosten nur kurz an das von Neuenstein, im Süden und Westen an das von Öhringen.

### Gemeindegliederung

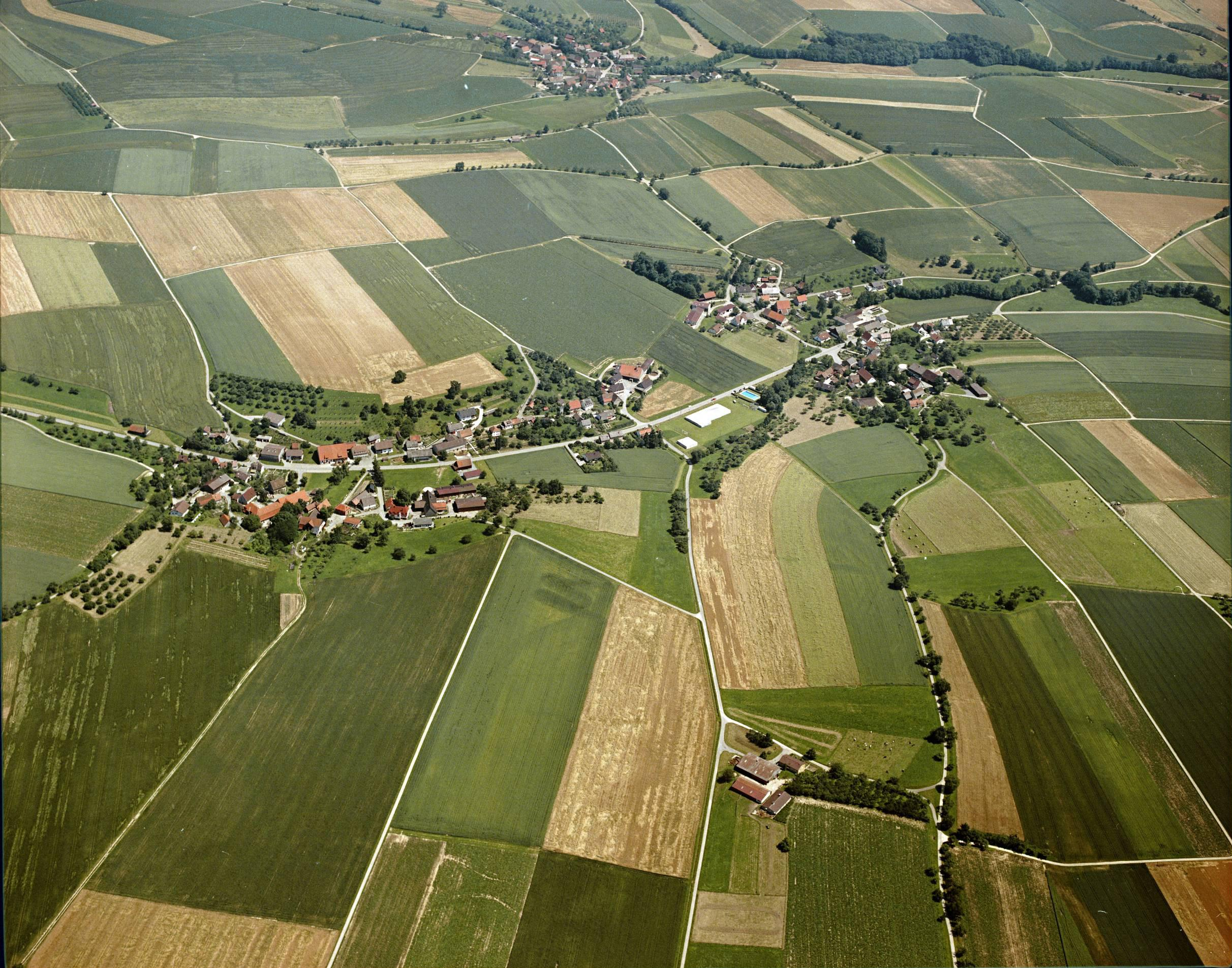
Westernbach aus der Luft von Westen, 1985

Zur Gemeinde Zweiflingen gehören die ehemaligen Gemeinden und heutigen Ortsteile Orendelsall, Westernbach und Zweiflingen.
- Zur ehemaligen Gemeinde Orendelsall gehören das Dorf Orendelsall sowie die abgegangene Ortschaft Bergheim.
- Zur ehemaligen Gemeinde Westernbach gehören das Dorf Westernbach sowie die abgegangene Ortschaft Bongartten oder Baumgarten.
- Zur ehemaligen Gemeinde Zweiflingen (in den Grenzen vom 31. März 1972) gehören die Dörfer Zweiflingen, Eichach, Friedrichsruhe, Pfahlbach, Tiefensall und die Häuser Heiligenhaus und Schönau sowie die abgegangenen Ortschaften Archenbrunnen, Baningen, Bradbach, Büttelhausen, Eselsdorf, Fockenweiler, Poppenrodt und Schweinebuch.[2]

Die Gemeinde hat mit der Großen Kreisstadt Öhringen und der Gemeinde Pfedelbach eine Verwaltungsgemeinschaft vereinbart.

### Flächenaufteilung
Nach Daten des Statistischen Landesamtes, Stand 2014.

## Geschichte

### Römerzeit
Die Trasse des Obergermanisch-Raetischen Limes durchzieht das Gemeindegebiet in gerader Linie von Südsüdosten nach Nordnordwesten. Südlich des Dorfes Pfahlbach zieht sich ein fast einen halben Kilometer langer Abschnitt mit deutlich erkennbarem Wallrest durch den Wald. 

### Mittelalter
Zweiflingen wurde erstmals 1230 urkundlich erwähnt. Im 15. Jahrhundert kam das gesamte Gebiet der heutigen Gemeinde unter hohenlohische Herrschaft. Die Landesteilung 1553 führte zur Zugehörigkeit zur Grafschaft Hohenlohe-Neuenstein, die wiederum zum Fränkischen Reichskreis gehörte.

### Neuzeit
Als die hohenlohischen Lande durch den Reichsdeputationshauptschluss 1806 ihre Unabhängigkeit verloren, kam auch Zweiflingen zum Königreich Württemberg und dort zum Oberamt Öhringen (seit 1938: Landkreis Öhringen). Da der Ort nach dem Zweiten Weltkrieg Teil der Amerikanischen Besatzungszone geworden war, gehörte er seit 1945 zum neu gegründeten Land Württemberg-Baden, das 1952 im jetzigen Bundesland Baden-Württemberg aufging. Mit der Kreisreform von 1973 fiel die Gemeinde an den neugebildeten Hohenlohekreis.

### Eingemeindungen
Am 1. April 1972 wurde die Gemeinde Orendelsall eingemeindet; am 1. September 1972 folgte die Gemeinde Westernbach.

### Einwohnerentwicklung
| Jahr | Zweiflingen | Orendelsall | Westernbach |
| ---- | ----------- | ----------- | ----------- |
| 1672 | 0140        | 0000        | 0000        |
| 1807 | 0222        | 0000        | 0000        |
| 1819 | 0216        | 0000        | 0000        |
| 1880 | 01106       | 0000        | 0000        |
| 1939 | 0796        | 0000        | 0000        |
| 1950 | 01053       | 0000        | 0000        |
| 1961 | 0912        | 0163        | 0205        |
| 1970 | 0925        | 0186        | 0210        |
| 1991 | 01508       | 0000        | 0000        |
| 1995 | 01549       | 0000        | 0000        |
| 2005 | 01723       | 0000        | 0000        |
| 2010 | 01781       | 0000        | 0000        |
| 2015 | 01673       | 0000        | 0000        |

## Politik

### Gemeinderat

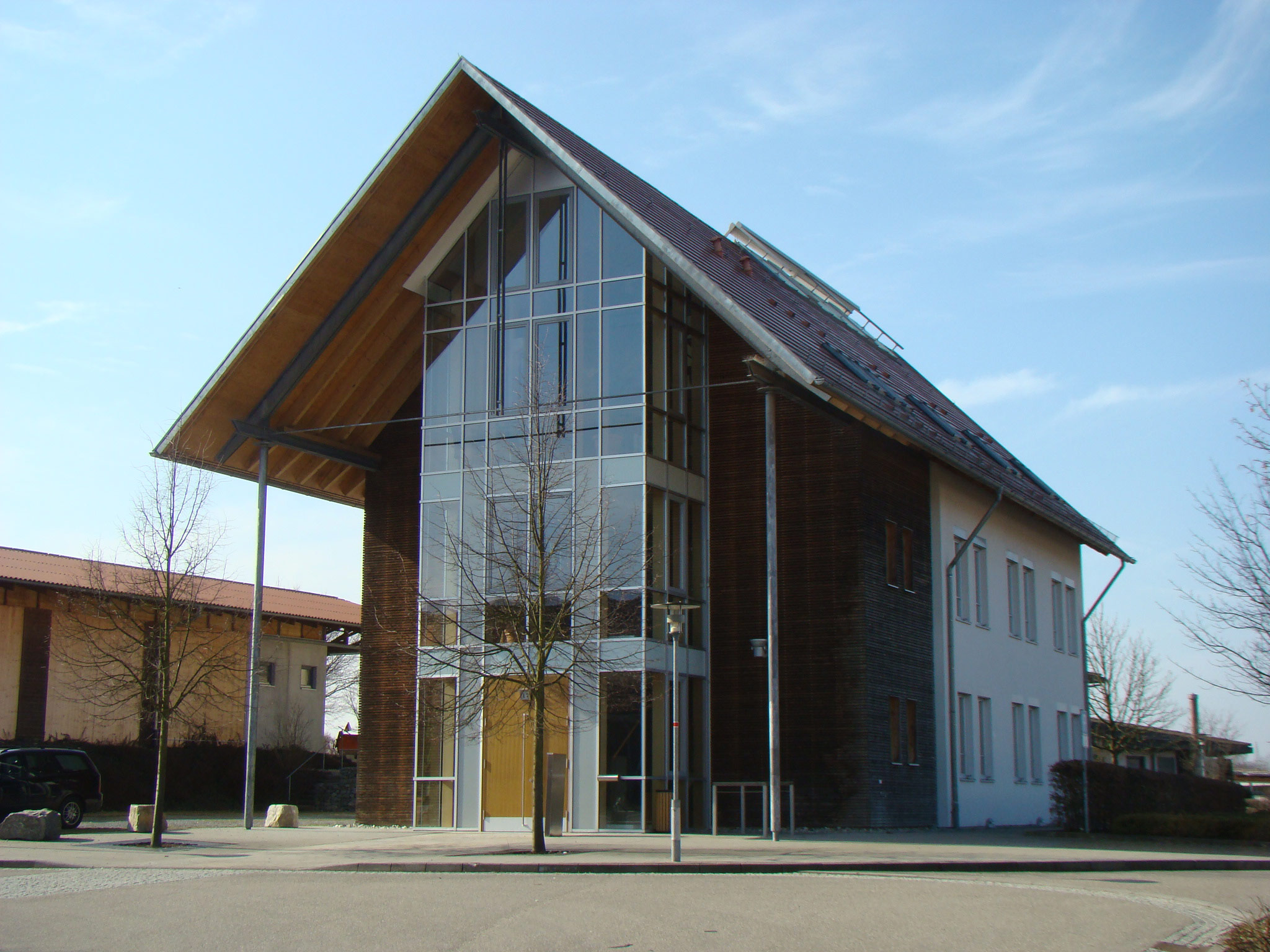
Rathaus in Zweiflingen

Der Gemeinderat in Zweiflingen hat elf Mitglieder. Bei der Kommunalwahl am 9. Juni 2024 wurde der Gemeinderat durch Mehrheitswahl gewählt. Mehrheitswahl findet statt, wenn kein oder nur ein Wahlvorschlag eingereicht wurde. Die Bewerber mit den höchsten Stimmenzahlen sind dann gewählt. Der Gemeinderat besteht aus den ehrenamtlichen Gemeinderäten und dem Bürgermeister als Vorsitzendem. Der Bürgermeister ist im Gemeinderat stimmberechtigt. Die Wahlbeteiligung lag bei 65,59 %.

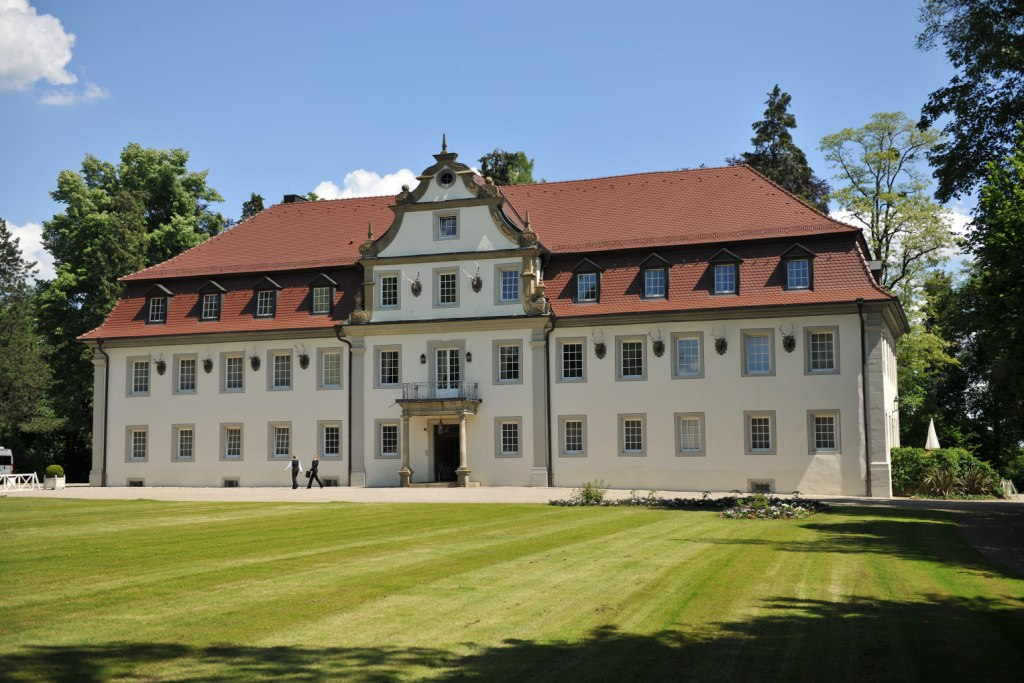
Jagdschloss Friedrichsruhe

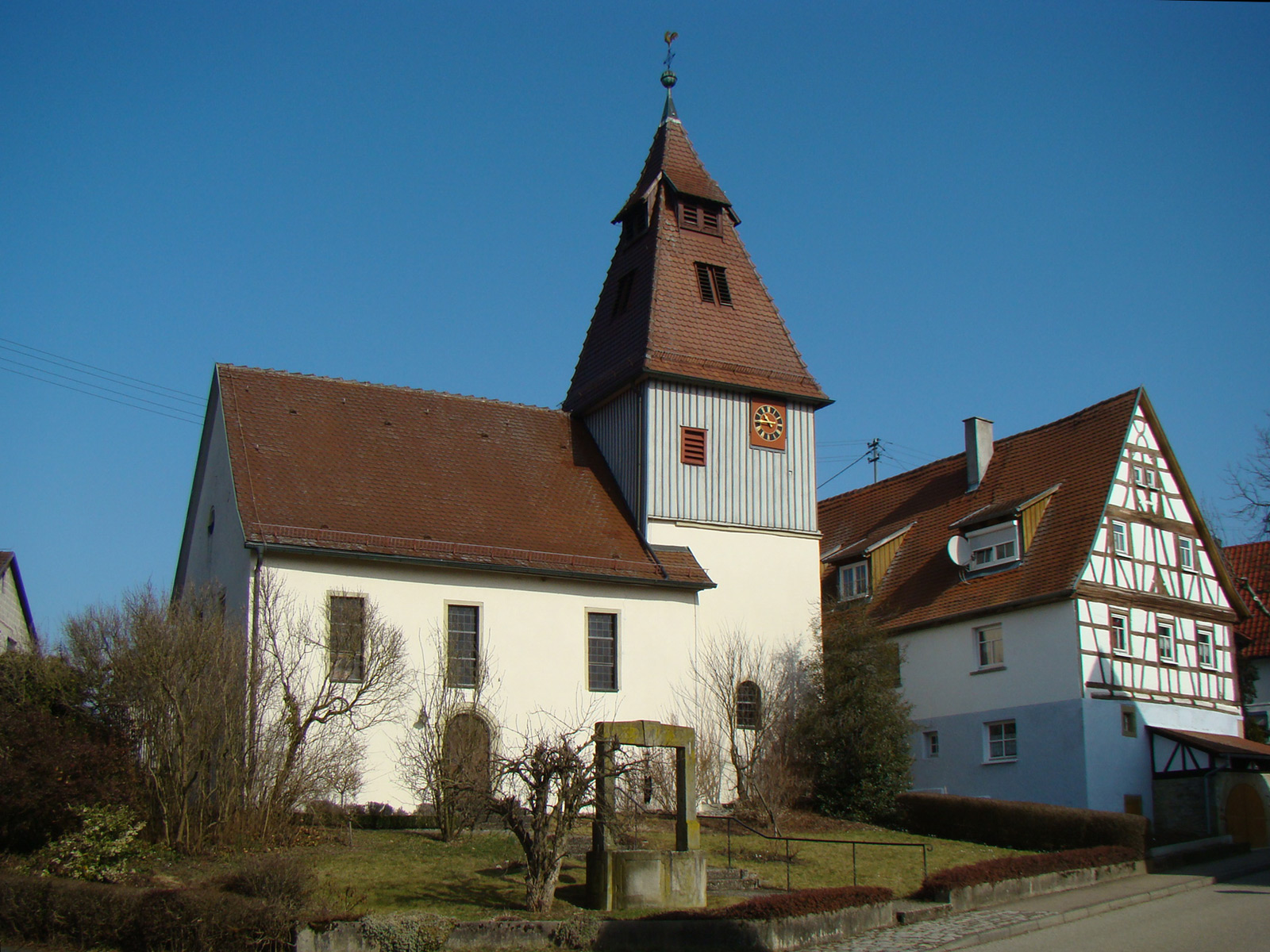
Denkmalgeschützte Nikolauskirche in Zweiflingen

### Bürgermeister
Im Februar 2010 wurde Klaus Gross (* 1960) für eine zweite Amtszeit wiedergewählt.

### Wappen und Flagge
Die Blasonierung des Zweiflinger Wappens lautet: In Silber unter einem schreitenden, hersehenden schwarzen Löwen (Leoparden) mit untergeschlagenem Schweif, drei mit den Stielen gekreuzte grüne Ähren. Die Flagge der Gemeinde ist Grün-Weiß.
Nach der Gemeindereform nahm die Gemeinde ein Wappen an, das auf die Landwirtschaft und auf die vom Hohenloher Leoparden repräsentierte Zugehörigkeit zu Hohenlohe als Gemeinsamkeiten aller Ortsteile Bezug nimmt. Wappen und Flagge wurden der Gemeinde am 1. März 1974 vom baden-württembergischen Innenministerium verliehen.

## Wirtschaft und Infrastruktur

### Wirtschaft
Zweiflingen ist auch heute noch eine überwiegend landwirtschaftlich geprägte Gemeinde.
Überregional bekannt ist das Zwei-Sterne-Restaurant Le Cerf des Kochs Boris Rommel im Ortsteil Friedrichsruhe, an welches ein Hotel und Golfplatz angegliedert ist.
Daneben befindet sich die große Gartenbahnanlage der Dampfbahnfreunde Friedrichsruhe mit regelmäßigem öffentlichem Betrieb im Sommerhalbjahr.

### Verkehr

#### Straßenverkehr
Durch das Gemeindegebiet führen die Landesstraßen L 1048 und L 1050. Der nächste Autobahnanschluss ist die Anschlussstelle Neuenstein (Nr. 41) der Bundesautobahn 6 in ca. 8 km Entfernung, erreichbar über Neuenstein. Aus Richtung Heilbronn kommend kann auch die Anschlussstelle Öhringen (Nr. 40) benutzt werden.

#### Omnibusanschluss
Der öffentliche Personennahverkehr wird mit Linienbussen durch den Heilbronner Hohenloher Haller Nahverkehr sichergestellt.

#### Bahnanschluss
Der nächste Bahnhof befindet sich in Öhringen an der Bahnstrecke Crailsheim–Heilbronn in ca. 8 km Entfernung.

#### Touristische Limes-Straße
Der Ort liegt an der Deutschen Limes-Straße. Die Gemeinde ist Mitglied im „Verein Deutsche Limes-Straße“.

#### Radverkehr
Als touristischer Landes-Radfernweg verläuft der Württemberger Weinradweg durch Zweiflingen. Er führt von Rottenburg am Neckar nach Niederstetten und dabei von Neuenstein nach Friedrichsruhe und Zweiflingen und weiter ins Kochertal nach Sindringen (Stadt Forchtenberg).
Durch die Ortsteile Pfahlbach und Westernbach führt der Deutsche Limes-Radweg. Er folgt dem Obergermanisch-Raetischen Limes über 818 km von Bad Hönningen am Rhein nach Regensburg an der Donau.

## Kultur und Sehenswürdigkeiten
- Beim Ortsteil Pfahlbach ist der römische Grenzwall (Limes) mit Wall und Graben besonders gut erhalten.
- Das zu Beginn des 18. Jahrhunderts erbaute Jagdschloss Friedrichsruhe im gleichnamigen Zweiflinger Ortsteil Friedrichsruhe dient heute als Luxushotel.
- In Friedrichsruhe gibt es eine Parkeisenbahn, die Dampfbahn Friedrichsruhe.

## Persönlichkeiten
Im Ortsteil Orendelsall wurde der Dichter Ludwig Amandus Bauer (1803–1846) geboren. Er schrieb mehrere Dramen zu einem gemeinsam mit seinem Freund Eduard Mörike (1804–1875) ersonnenen Mythos Orplid.